# كريستيان موسى
كريستيان موسى (بالإنجليزية: Christian Moses)‏ هو لاعب كرة قدم سيراليوني، ولد في 10 أغسطس 1993 في فريتاون في سيراليون. لعب مع نادي فيبورج.

## وصلات خارجية
- كريستيان موسى على موقع قاعدة بيانات كرة القدم.إي يو (الإنجليزية)
- كريستيان موسى على موقع ناشيونال فوتبول تيمز (الإنجليزية)
- كريستيان موسى على موقع Soccerway.com (الإنجليزية)